# Allobates
Az Allobates a kétéltűek (Amphibia) osztályába,  a békák (Anura) rendjébe és az Aromobatidae családba tartozó nem.

## Rendszerezés
A családba az alábbi fajok tartoznak.
- Allobates alessandroi (Grant & Rodriguez, 2001)
- Allobates algorei Barrio-Amorós & Santos, 2009
- Allobates amissibilis Kok, Hölting & Ernst, 2013
- Allobates bacurau Simões, 2016
- Allobates bromelicola (Test, 1956)
- Allobates brunneus (Cope, 1887)
- Allobates caeruleodactylus (Lima & Caldwell, 2001)
- Allobates carajas Simões, Rojas, and Lima, 2019
- Allobates caribe (Barrio-Amorós, Rivas-Fuenmayor & Kaiser, 2006)
- Allobates cepedai (Morales, 2002)
- Allobates chalcopis (Kaiser, Coloma & Gray, 1994)
- Allobates conspicuus (Morales, 2002)
- Allobates crombiei (Morales, 2002)
- Allobates femoralis (Boulenger, 1884)
- Allobates flaviventris Melo-Sampaio, Souza & Peloso, 2013
- Allobates fratisenescus (Morales, 2002)
- Allobates fuscellus (Morales, 2002)
- Allobates gasconi (Morales, 2002)
- Allobates goianus (Bokermann, 1975)
- Allobates granti (Kok, MacCulloch, Gaucher, Poelman, Bourne, Lathrop & Lenglet, 2006)
- Allobates grillisimilis Simões, Sturaro, Peloso & Lima, 2013
- Allobates hodli Simões, Lima & Farias, 2010
- Allobates humilis (Rivero, 1980)
- Allobates ignotus Anganoy-Criollo, 2012
- Allobates insperatus (Morales, 2002)
- Allobates juami Simões, Gagliardi-Urrutia, Rojas-Runjaic, and Castroviejo-Fisher, 2018
- Allobates juanii (Morales, 1994)
- Allobates kingsburyi (Boulenger, 1918)
- Allobates magnussoni Lima, Simões, and Kaefer, 2014
- Allobates mandelorum (Schmidt, 1932)
- Allobates marchesianus (Melin, 1941)
- Allobates masniger (Morales, 2002)
- Allobates mcdiarmidi (Reynolds & Foster, 1992)
- Allobates melanolaemus (Grant & Rodriguez, 2001)
- Allobates myersi (Pyburn, 1981)
- Allobates nidicola (Caldwell & Lima, 2003)
- Allobates niputidea Grant, Acosta-Galvis & Rada, 2007
- Allobates nunciatus Moraes, Pavan, and Lima, 2019
- Allobates olfersioides (Lutz, 1925)
- Allobates ornatus (Morales, 2002)
- Allobates paleovarzensis Lima, Caldwell, Biavati & Montanarin, 2010
- Allobates picachos (Ardila-Robayo, Acosta-Galvis & Coloma, 2000)
- Allobates pittieri (La Marca, Manzanilla & Mijares-Urrutia, 2004)
- Allobates ranoides (Boulenger, 1918)
- Allobates sanmartini (Rivero, Langone & Prigioni, 1986)
- Allobates subfolionidificans (Lima, Sanchez & Souza, 2007)
- Allobates sumtuosus (Morales, 2002)
- Allobates talamancae (Cope, 1875)
- Allobates tapajos Lima, Simões, and Kaefer, 2015
- Allobates tinae Melo-Sampaio, Oliveira, and Prates, 2018
- Allobates trilineatus (Boulenger, 1884)
- Allobates undulatus (Myers & Donnelly, 2001)
- Allobates vanzolinius (Morales, 2002)
- Allobates wayuu (Acosta-Galvis, Cuentas & Coloma, 1999)
- Allobates zaparo (Silverstone, 1976)